# Estriégana
Estriégana es un municipio español de la provincia de Guadalajara, en la comunidad autónoma de Castilla-La Mancha. Cuenta con una población de 12 habitantes (INE 2024).

## Símbolos
El escudo heráldico que representa al municipio fue aprobado oficialmente el 19 de febrero de 2004 con el siguiente blasón:

De azul, una espada alzada de plata, acompañada de dos flores de lis de oro.
Diario Oficial de Castilla-La Mancha nº 30 de 3 de marzo de 2004

## Geografía
La localidad capital del municipio está situada a una altitud de 1097 m sobre el nivel del mar.
| Noroeste: Sigüenza | Norte: Sigüenza | Noreste: Sigüenza          |
| Oeste: Sigüenza    |                 | Este: Alcolea del Pinar    |
| Suroeste: Saúca    | Sur: Saúca      | Sureste: Alcolea del Pinar |

## Historia
Descripción en 1886

Pertenece a la provincia de Guadalajara, de donde dista trece leguas; al partido judicial y audiencia de Sigüenza, de donde dista dos; y a la Capitanía General de Madrid, de donde dista veintitrés. Está situado en un valle, dominado de un cerro por el E. y combatido libremente por los demás vientos, tiene clima frío. Lo forman unos 50 vecinos, feligreses todos de una parroquia rural dedicada a San Pedro. Inmediata a la población brota una fuente tan abundante que, formando un arroyo, da impulso a un molino de harinas, y sirve para el consumo del vecindario, aunque sus aguas son algún tanto salobres. Confina el término con los de Saúca, Barbatona, Jodra y Villaverde del Ducado, dentro de cuya circunferencia se encuentran las ruinas de la ermita de San Roque, y un torreón muy antiguo. El terreno es calizo y de mediana calidad: comprende un monte de encina y un extenso prado, en el cual hay una laguna, que cría sanguijuelas de clase superior. Tiene casa rectoral, y produce granos, legumbres y yerbas de pastos; se cría ganado lanar, vacuno y de carga, caza menor, y en el arroyo que forma la fuente abundan los cangrejos. Hortezuela de Océn es su arciprestazgo, y Villaverde del Ducado su centro de Conferencias, donde asiste con Alcolea del Pinar, Aguilar de Anguita, Garbajosa, Saúca, Tortonda, Laranueva y Renales.

## Demografía
Estriégana cuenta con una población de 12 habitantes (INE 2024).
| Gráfica de evolución demográfica de Estriégana entre 1842 y 2021 |
| |
| Población de derecho según los censos de población del INE Población de hecho según los censos de población del INEEntre el censo de 1857 y el anterior, este municipio desaparece porque se integra en el municipio Saúca Entre el censo de 1930 y el anterior, aparece este municipio porque se segrega del municipio Saúca |